# Antoine et Cléopâtre (film, 1972)
Pour les articles homonymes, voir Antoine et Cléopâtre (homonymie).
Pour plus de détails, voir Fiche technique et Distribution.
Antoine et Cléopâtre (Antony and Cleopatra) est un film britanno-hispano-suisse réalisé par Charlton Heston, sorti en 1972.

## Synopsis
Antoine et Cléopâtre (1972) est une adaptation cinématographique de Rank Organisation de la pièce du même nom de William Shakespeare. Elle a été réalisée par Charlton Heston et produite par Peter Snell selon un scénario de Federico De Urrutia et de Charlton Heston.
Les stars Charlton Heston et Hildegarde Neil dans les rôles principaux, avec Eric Porter, John Castle, Fernando Rey, Carmen Sevilla, Freddie Jones et Douglas Wilmer. Le film a reçu de médiocres critiques et, en conséquence, a été distribué de manière très limitée aux États-Unis.
Heston a joué Mark Antony dans 2 autres films shakespeariens : Jules César (en 1970), aussi produit par Peter Snell, et Julius Caesar en 1950.

## Fiche technique
- Titre : Antoine et Cléopâtre
- Titre original : Antony and Cleopatra
- Réalisation : Charlton Heston
- Scénario : Federico De Urrutia et Charlton Heston d'après la pièce éponyme de William Shakespeare
- Production : Peter Snell, pour Folio Films, The Rank Organisation, Transac et Ízaro Films
- Musique : John Scott
- Photographie : Rafael Pacheco
- Décors : Don Picton
- Direction Artistique : José Alarcon et José Alguero
- Costumes : Wendy Dickson
- Maquillages : Cristobal Criado
- Montage : Eric Boyd-Perkins
- Pays d'origine :  Royaume-Uni,  Espagne,  Suisse
- Format : Couleurs - Mono
- Genre : Drame, Historique
- Durée : 138 minutes
- Date de sortie : 1972

## Distribution
- Charlton Heston : Marc Antoine
- Hildegarde Neil : Cléopâtre VII
- Eric Porter : Enobarbus
- John Castle : Octavius Caesar
- Fernando Rey : Lepidus
- Juan Luis Galiardo : Alexas
- Carmen Sevilla : Octavia
- Freddie Jones : Pompey
- Peter Arne : Menas
- Luis Barboo : Varrius
- Fernando Bilbao : Menecrates
- Warren Clarke : Scarus
- Roger Delgado : Soothsayer
- Julian Glover : Proculeius
- Garrick Hagon : Eros